# Козелко Ігор Ігорович
Ігор Ігорович Козелко (нар. 25 липня 1985, Тирасполь, Молдавська РСР) — український футболіст, півзахисник та нападник.

## Життєпис
Ігор Козелко народився 25 липня 1985 року в Тирасполі. У ДЮФЛУ з 1999 по 2000 роки виступав за «Тернопіль».
Дорослу кар'єру розпочав у аматорських клубах «Прогрес» (2003) та хоростківській «Зорі» (2004). В 2007 році вперше проиєднався до складу ще аматорського клубу «Тернопіль-Буревісник».
Першим професіональним клубом у кар'єрі Ігоря стало хмельницьке «Поділля», з яким у 2008 році він й уклав контракт. 3 квітня 2008 року дебютував за «Поділля» в переможному (4:3) виїзному матчі 17-го туру групи А другої ліги чемпіонату України проти білоцерківської «Росі». Козелко вийшов на поле на 46-й хвилині поєдинку замість Ярослава Комара. Проте вже на 60-й хвилині Ігор отримав жовту картку та продовжував грати нервово, через що на 75-й вже замість Козелка на поле вийшов Андрій Лемішевський. А вже 8 квітня 2008 року на 88-й хвилині переможного (2:0) домашнього матчу групи А другої ліги чемпіонату України проти львівських «Карпат-2». Ігор вийшов на поле на 38-й хвилині поєдинку замість Ігоря Луця, а вже на 90-й хвилині й самого Козелка замінив Олексій Колесников. Протягом свого перебування в хмельницькій команді в чемпіонаті України зіграв 29 матчів та відзначився 11 голами, ще 1 матч за хмельничан зіграв у кубку України.
Улітку 2009 року Богдан Блавацький очолив клуб з третьої ліги польського чемпіонату під назвою «Спартакус» (Шароволя). Разом із собою запросив до команди декількох українських гравців, серед яких і був колишній «джокер» хмельницького клубу Ігор Козелко . Восени Ігор отримав травму, надрив м'яза стегна. У футболці клубу в національному чемпіонаті провів 23 поєдинки та відзначився 14-ма голами.
У 2010 році виступав у складі іншого нижчолігового польського клубу РКС Урсус (15 матчів та 3 забиті голи). Крім цього, виступав у складі аматорських клубів «Збруч» (Волочиськ) (2009), «Тернопіль» (2009, 2010), «Сокіл» (Золочів) (2012).
У 2012 році черговий раз повернувся до «Тернополя», який після тривалої перерви повернувся до виступів у другій лізі. 18 червня 2012 року дебютував за тернопільську команду в переможному (2:1) виїзному матчі 6-го туру групи А другої ліги проти київської «Оболоні-2». Ігор вийшов у стартовому складі та відіграв увесь поєдинок. Дебютним голом за тернополян у групі А другої ліги відзначився 7 жовтня 2010 року на 23-й хвилині переможного (4:0) домашнього матчу 14-го туру проти «Єдності». Козелко вийшов на поле в стартовому складі, крім забитого голу, на 30-й хвилині отримав жовту картку, а на 72-й хвилині поєдинку його замінив Сергій Полянчук. Протягом свого перебування в «Тернополі» зіграв у чемпіонаті 16 матчів та відзначився 3-ма голами.
На початку березня 2013 року розірвав контракт з ФК «Тернопіль» й на правах вільного агента перейшов до іншої команди міста, «Ниви».. Проте в складі тернопільської команди так і не зіграв жодного поєдинку.
У 2013 році перейшов до аматорського клубу «Збруч» (Волочиськ). У жовтні того ж року разом зі своїми одноклубниками потрапив у ДТП, отримав травму голови. Пізніше виступав за «Промінь» (2014/15) та ФСК «Чортків».

## Стиль гри
Свого часу Ігор Яворський, головний тренер тернопільської Ниви, охарактеризував його як «технічного футболіста, котрий непогано працює з м'ячем, має високу швидкість та добре мислить на футбольному полі»

## Особисте життя
Батько Ігоря, Ігор Васильович, також був професіональним футболістом, виступав зокрема за молдавські клуби «Тилігул-Тирас», «Тигина», «Заря» (Бєльці), «Прогресул» (Бричани), а також за івано-франківське «Прикарпаття».
Одружений. Дружину звати Тетяна.